# Sender Koblenz (Dieblich-Naßheck)
Der Sender Koblenz (Dieblich-Naßheck) ist eine Sendeeinrichtung des Südwestrundfunks für UKW-Hörfunk auf dem Gebiet der Gemeinde Dieblich. Die Anlage befindet sich rund 12 km südwestlich von Koblenz beim Weiler Naßheck in unmittelbarer Nähe der Bundesautobahn 61 und der „Raststätte Mosel“. Der Sender verwendet als Antennenträger einen 280 m hohen, abgespannten Stahlfachwerkmast. Dieser 1964 errichtete Sendemast mit einem Querschnitt von 2×2 m² und einem Gewicht von etwa 200 t ist nach dem Sender Eifel das zweithöchste Bauwerk in Rheinland-Pfalz.

## Geschichte

### Sprengstoffanschlag 1979
Am 18. Januar 1979 detonierte neben dem Sendemast eine Sprengstoffladung, die jedoch nur die Zuleitungen beschädigte. Nach einer Stunde konnte der Sendebetrieb provisorisch wieder aufgenommen werden. Die Täter waren Rechtsextreme, die damit die Ausstrahlung des vierteiligen US-amerikanischen Fernsehfilms Holocaust – Die Geschichte der Familie Weiss im Dritten Fernsehprogramm verhindern wollten. Peter Naumann, Rechtsterrorist und späterer Politiker der NPD, zündete mit zwei Komplizen während der Ausstrahlung der einführenden Dokumentation Endlösung zwei Sprengsätze am Sendemast des Sender Koblenz sowie dem Longinusturm am Sender Nottuln. Auf das Fernsehprogramm am Standort Nottuln hatte der Anschlag keine Auswirkung, bundesweit waren durch die Anschläge jedoch etwa hunderttausend Fernsehgeräte durch einen Programmausfall des Sender Koblenz betroffen. Der Sprengstoffanschlag gilt als einer der ersten rechtsterroristischen Aktionen Nachkriegsdeutschlands. Naumann erhielt dafür über 4 Jahre Haft.

### Betriebliche Veränderungen
In den Jahren 1990 und 1991 wurden der Mast und die Fundamente verstärkt, die Pardunen erneuert und ein neues Betriebsgebäude errichtet. Bei den Bauarbeiten entdeckte man ein keltisches Grab von etwa 500 v. Chr., das einen Krieger und einen Streitwagen enthielt.
Am 26. August 2008 wurde die Übertragung des analogen Fernsehprogramms im Zuge der DVB-T-Umstellung abgeschaltet. Die Ausstrahlung des TV-Programms erfolgt seitdem über den Fernmeldeturm Koblenz.

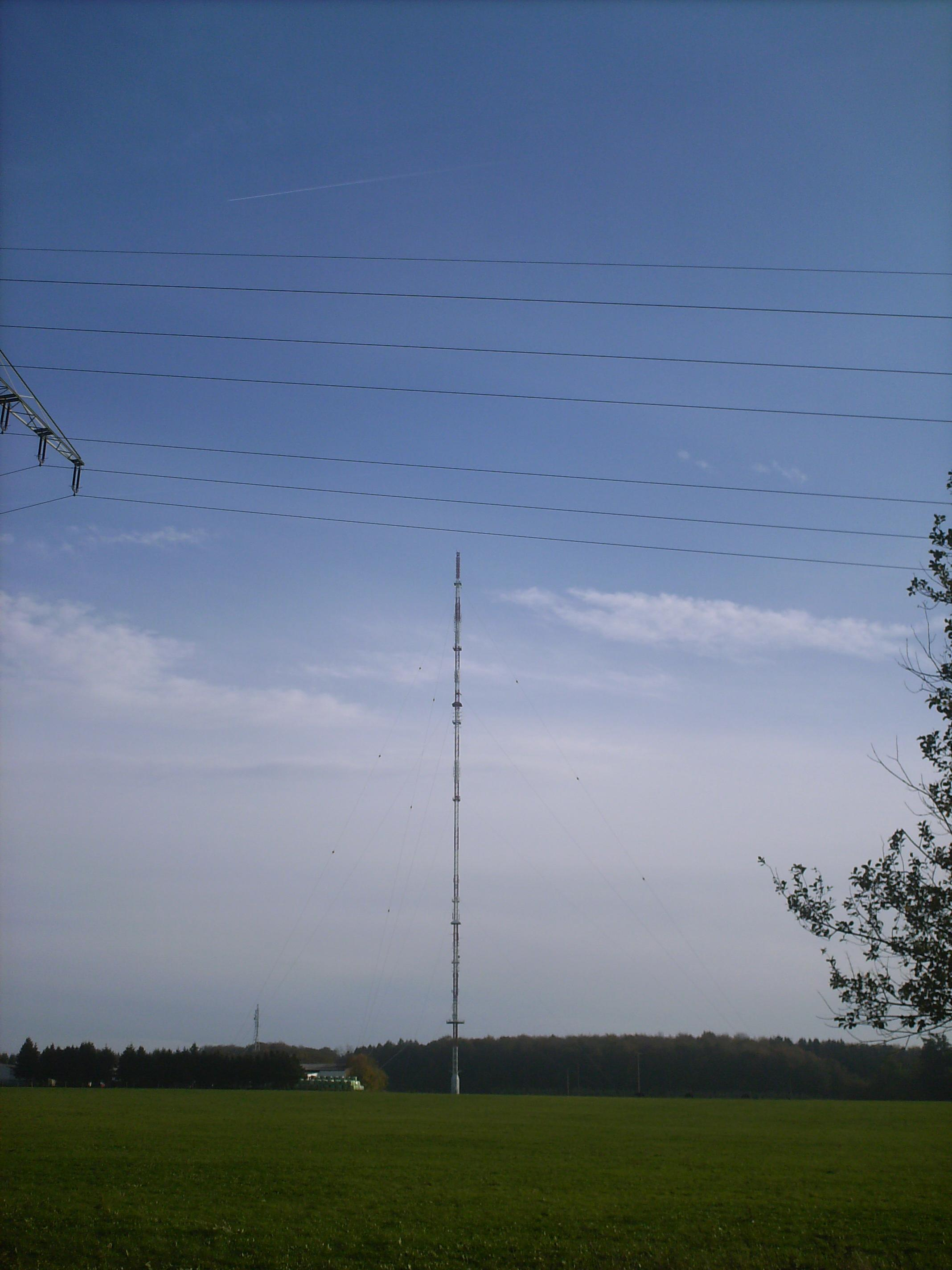
Sender Koblenz (Dieblich-Naßheck)
Das Pardunenfundament des Senders

### Flugunfall 2015
Am Nachmittag des 13. Dezember 2015 gegen 16:11 Uhr streifte ein Motorsegler des Typs Fournier RF 5 aufgrund schlechter Sicht und Nebels Teile des Sendemastes. Die Maschine stürzte daraufhin ab. Die Trümmer wurden über angrenzende Wiesen und eine Tannenschonung verteilt. Der Pilot, ein 48-jähriger Vater, und seine ebenfalls an Bord befindliche 9-jährige Tochter kamen bei dem Absturz ums Leben. Das Ziel des Fluges war nach Berichten des Südwestrundfunk der Flugplatz Trier-Föhren. Der SWR berichtete ebenfalls, dass es sich bei dem Piloten um einen aus Rottweil stammenden Berufspiloten und Flugausbilder der Bundeswehr gehandelt haben soll.
Die Feuerwehren aus der Region verbreiteten über ihre Präsenzen im sozialen Netzwerk Facebook, dass durch den Unfall auch der Funkverkehr der Feuerwehren (BOS-Funk) teilweise beeinträchtigt sei. In der Folge mussten die Feuerwehren im Landkreis Mayen-Koblenz ihre Feuerwehreinsatzzentralen (FEZ) besetzen, um die Alarmierung der Einsatzkräfte gewährleisten zu können. Bereits am Montagabend vermeldete die Rhein-Zeitung, dass die Probleme mit dem Funk der Feuerwehren behoben worden seien. Der Sendemast überstand den Aufprall der Maschine weitgehend unbeschädigt, und der Sendebetrieb konnte ohne Unterbrechungen fortgesetzt werden. Für die Techniker und ermittelnden Behörden ergab sich in den ersten Tagen nach dem Unfall die Problematik, dass nicht genau klar war, ob der Mast in seiner Statik beschädigt war. Bereits am Tag nach dem Unglück wurde der Mast bestiegen, dienstags wurden die Tragseile des Mastes mit einer Drohne untersucht. Nachdem feststand, dass der Mast und seine Tragkonstruktion nicht beschädigt wurden, konnten auch die Anwohner aus Naßheck wieder in ihre Häuser zurückkehren.
Der Unfall löste allgemein großes Medieninteresse aus. Die Rhein-Zeitung berichtete, dass am Morgen nach dem Absturz rund 100 Medienvertreter an der Unglücksstelle darauf gewartet hatten, von der Polizei in die Nähe des Wracks gelassen zu werden. Die lokalen Medien, die Rhein-Zeitung und der SWR, begleiteten die Ermittlungen auch in den folgenden Tagen mit intensiver Berichterstattung.
Die Bundesstelle für Flugunfalluntersuchung (BFU) nahm Ermittlungen zur Unglücksursache auf. Dazu wurden auch Teile der Maschine und Dokumente des Piloten sichergestellt. Der im Januar 2017 fertiggestellte Untersuchungsbericht nennt als primäre Unfallursachen die zu optimistische Einschätzung der Sichtflugbedingungen durch den Piloten (begünstigt durch das gute Wetter am Startort) in Verbindung mit dem Zeitdruck, den geplanten Zielflugplatz noch vor Sonnenuntergang zu erreichen.

## Frequenzen und Programme

### Analoger Hörfunk (UKW)
| Frequenz (MHz) | Logo | Programm             | RDS PS   | RDS PI | Regionalisierung     | ERP (kW) | Antennendiagramm rund (ND)/gerichtet (D) | Polarisation horizontal (H)/vertikal (V) |
| -------------- | ---- | -------------------- | -------- | ------ | -------------------- | -------- | ---------------------------------------- | ---------------------------------------- |
| 96,1           |      | SWR1 Rheinland-Pfalz | SWR1_RP_ | D3A1   | –                    | 10       | ND                                       | H                                        |
| 94,0           |      | SWR Kultur           | SWR_Kult | D3A2   | Rheinland-Pfalz      | 40       | ND                                       | H                                        |
| 91,6           |      | SWR3                 | __SWR3__ | D3A3   | Rheinland-Pfalz/Köln | 40       | D (310–260°)                             | H                                        |
| 107,4          |      | SWR4 Rheinland-Pfalz | SWR4_KO_ | D6A4   | Radio Koblenz        | 40       | D (340–250°)                             | H                                        |
| 99,4           |      | DASDING              | DASDING_ | D3A5   | –                    | 0,2      | ND                                       | H                                        |

### Digitales Radio (DAB+)
Das Digitalradio (DAB+) wird in vertikaler Polarisation und im Gleichwellenbetrieb mit anderen Sendern ausgestrahlt. Der Block 11A wurde bis zum 3. Dezember 2015 vom Fernmeldeturm Koblenz ausgestrahlt.
| Block                 | Programme (Datendienste) | ERP (kW) | Antennen- diagramm rund (ND), gerichtet (D) | Polarisation horizontal (H)/ vertikal (V) | Gleichwellennetz (SFN) |
| --------------------- | --- | -------- | ------------------------------------------- | ----------------------------------------- | --- |
| 11A SWR RP (D__00217) | DAB+-Multiplex des Südwestrundfunks: - SWR1 RP (96 kbps) - SWR Kultur (96 kbps) - SWR3 (Rheinland-Pfalz) (96 kbps) - SWR4 KL (88 kbps) - SWR4 KO (88 kbps) - SWR4 LU (88 kbps) - SWR4 MZ (88 kbps) - SWR4 TR (88 kbps) - DASDING (96 kbps) - SWR Aktuell (72 kbps) - bigFM (72 kbps) - RPR1. (überregional) (72 kbps) - Rockland Radio (überregional) (72 kbps) - EPG (24 kbps) - TPEG (16 kbps) | 10       | ND                                          | V                                         | - Region Kaiserslautern: Bornberg, Kaiserslautern (Rotenberg), Kettrichhof, Zweibrücken - Region Koblenz: Ahrweiler (Schöneberg), Alf-Bullay, Altenahr (Oberes Ahrtal), Bad Marienberg, Betzdorf (Weißenstein), Diez, Koblenz (Dieblich-Waldesch), Linz am Rhein - Region Ludwigshafen: Weinbiet - Region Mainz: Bad Kreuznach (Bad Münster am Stein), Donnersberg, Mainz-Kastel, Oberdiebach (Lorch) - Region Trier: Bitburg, Bleialf, Daleiden, Haardtkopf, Idar-Oberstein, Kirn, Palzem, Schartenberg (Eifel), Niedersgegen, Saarburg, Traben-Trarbach, Trier (Markusberg) |

### Analoges Fernsehen (PAL)
Vor der Umstellung auf DVB-T liefen hier die folgenden analogen TV-Sender:
| Kanal | Frequenz (MHz) | Programm        | ERP (kW) | Antennendiagramm rund (ND)/ gerichtet (D) | Polarisation horizontal (H)/ vertikal (V) |
| ----- | -------------- | --------------- | -------- | ----------------------------------------- | ----------------------------------------- |
| 6     | 182,25         | Das Erste (SWR) | 50       | ND                                        | H                                         |